# Parr (ryby)
Parr – stadium rozwojowe rocznego narybku łososia szlachetnego (Salmo salar), rzadziej w odniesieniu do innych ryb łososiowatych. Ciało ryby w stadium parr osiąga długość od 7 do 21 cm i charakteryzuje się ciemnymi plamami na szarobrązowym tle, położonymi wzdłuż linii bocznej. Narybek w tym okresie rozwoju żywi się bezkręgowcami. Kolejnym stadium jest smolt.